# Iñaki Badiola Menéndez
Iñaki Badiola Menéndez (Sant Sebastià, Guipúscoa, 17 de desembre de 1964) és un empresari guipuscoà especialitzat en banca d'inversió, president de Lighthouse la Xina Group, exvicepresident del Banc Santander de Negocis i president de la Reial Societat de Futbol en les temporades 2007-08 i 2008-09.
Durant el seu mandat, el club va entrar en Llei Concursal i un jutge el va condemnar culpable del Concurs. El Tribunal Suprem va ratificar la seva decisió.